# Karl Hoffmann (Jurist)
Karl Hoffmann (* 27. August 1891 in Neiße, Oberschlesien; † 12. Februar 1969 in Hannover) war ein deutscher Jurist.

## Leben
Hoffmann wuchs in seiner Geburtsstadt auf und legte dort auf dem Realgymnasium 1910 seine Prüfung zum Abitur ab. Danach studierte er zunächst vier Semester in München Rechtswissenschaft, bevor er im Sommer 1913 in Breslau studierte. In seiner Münchener Studienzeit wurde er Mitglied des Corps Suevia München, in Breslau beim Corps Silesia. Nach dem ersten Staatsexamen in Breslau 1914 wurde er Rechtsreferendar am Amtsgericht Ziegenhals. Nach kriegsbedingter Unterbrechung durch Dienst im Reserve-Feldartillerie-Regiment Nr. 57 der 75. Reserve-Division als Leutnant und Abteilungs-Adjutant promovierte er noch 1918 zum Dr. jur. und setzte die Referendarausbildung ab 1919 zuerst in Neiße und dann in Breslau fort. Im Juli 1921 machte er sein Assessorexamen und war dann ein Jahr als Hilfsrichter am Amtsgericht Fraustadt, Amtsgericht Peiskretscham und Amtsgericht Breslau tätig. Danach wurde er juristischer „Hilfsarbeiter“ beim Oberbergamt Breslau und dann in Clausthal. Ab Frühjahr 1925 war er wissenschaftlicher Hilfsarbeiter in der Bergabteilung des Preußischen Ministeriums für Handel und Gewerbe. 1927 bis 1932 war er zunächst zur Übernahme der Stellung als Justitiar bei der Preussag AG beurlaubt, bevor er endgültig aus dem Staatsdienst ausschied und zur Preussag ging. Bei diesem Unternehmen verblieb er, zuletzt als Leiter der Rechtsabteilung der Hauptverwaltung, über den Zweiten Weltkrieg hinaus bis zu seinem Eintritt in den Ruhestand.

## Auszeichnungen
Als Leiter der Rechtsabteilung war er maßgeblich daran beteiligt, dass die Preussag 1959 als erster deutscher, unter alliierter Zwangsverwaltung stehender Betrieb privatisiert wurde. Im Zuge der von ihm gestalteten Aktienemission wurde die Preussag-Aktie mit 216.000 Kleinaktionären die erste Volksaktie Deutschlands.